# 진개
진개(秦開, ?~?)는 중국 전국시대 연나라(燕)의 장군이다. 동호(東胡)와 고조선(古朝鮮)을 정벌하여 많은 영토를 획득하여 "현명한 장수(賢將)"라 칭해졌다.
진개의 정확한 활동시기는 알기 어렵다. 다만 《사기》 흉노열전에서는 진개가 조 무령왕이 운중(雲中) · 안문(雁門) · 대(代) 등의 3군을 설치한 후에 활동했다고 하였는데, 이는 대략 무령왕이 재위 26년(기원전 300년)에 운중을 차지한 이후의 일에 해당되고, 또한 그의 손자인 진무양(秦舞陽)의 활동시기가 기원전 227년인 것을 보면 대략 기원전 3세기 초의 사람이었던 것으로 보인다.

## 생애
其後燕有賢將秦開, 爲質於胡, 胡甚信之. 歸而襲破東胡, 卻千餘里. 與荊軻刺秦王秦舞陽者, 開之孫也. 燕亦築長城, 自造陽至襄平, 置上谷·漁陽·右北平·遼西·遼東郡以距胡. 當是時, 冠帶戰國七, 而三國邊於匈奴.

 
그후 연에는 현명한 장수인 진개가 있었다. 동호에 인질이 되었는데, 호는 그를 깊이 신뢰했다. [연으로] 돌아오고 동호를 격파하니 [동호는] 천여리나 물러갔다. 형가와 함께 진나라의 왕을 찌르러 갔던 진무양이라는 자가, 진개의 손자이다. 연은 다시 장성을 쌓았는데, 조양에서 양평까지 쌓았고, 상곡·어양·우북평·요서·요동군을 두어 동호를 방비했다. 당시 의관과 속대를 하던 전국 일곱 나라중 세 곳이 흉노와 맞닿았다.
 — 《한서》〈흉노전〉

### 동호 정벌
진개는 본래 호(胡, 북방 이민족)에 인질로 보내져서 그 곳의 사람들로부터 신임을 얻었다. 이후 연나라로 돌아간 진개는 군대를 거느리고 동호(東胡)를 습격하여 패주시켰는데, 당시에 동호는 1천리나 물러갔다. 이후 연나라는 조양(造陽)에서 양평(襄平)에 이르는 지역에 장성을 쌓고 상곡(上谷) · 어양(漁陽) · 우북평(右北平) · 요서(遼西) · 요동(遼東) 등에 군을 설치하여 호(胡, 북방 이민족)의 공격을 방어했다.

### 조선 침공
조선(朝鮮)의 왕과 연나라 사이의 관계가 악화되자, 연나라에서 진개를 파견하여 조선의 서방(西方)을 공격하도록 하였다. 당시에 진개는 2천리에 이르는 땅을 취하였고, 조선과 연나라는 만번한(滿番汗)을 경계로 삼았다. 이 일로 인하여 조선은 이전에 비해 크게 쇠약해졌다고 한다. 이후 진개의 행적은 알 수 없다.

### 유산
진개의 손자는 진무양으로, 진 시황제 암살을 꾀하였던 연태자 단(丹)과 자객 형가를 도왔던 사람이다. 진무양의 행적은 《사기》 자격열전에 상세히 묘사되며, 형가와 함께 연나라의 사신으로 위장하여 진 시황제를 암살하려 하였으나 결국 실패하고 살해당했다.
중국문물국이 2000년에 발굴한 다링허(대릉하) 길목의 랴오닝성 젠창현(建昌縣) 둥다장쯔(東大杖子)촌의 적석목곽분(積石木槨墳)에서 청동단검과 연나라 토기들이 함께 출토되었는데, 진개와 관련된 유물로 추정하였다.

## 같이 보기
- 진무양
- 형가